# La alegría de vivir (canción)
«La alegría de vivir» es una canción de la banda de punk española «Kaka de Luxe». Es la tercera canción de la cara B de su único álbum, «Las canciones malditas», editado en 1983 cuando ya se había disuelto el grupo. Se trata de un tema que no aparece en sus anteriores EP.

## Discos en los que aparece
- Las canciones malditas (El Fantasma del Paraíso, 1983) Vinilo LP. Pista 3B.[1]
- Las canciones malditas (Chapa Discos, 1994) Reedición CD. Pista 8.[2]
- Lo mejor de la edad de oro del pop español. Kaka de Luxe (Zafiro, 2001) CD. Pista 8.[3]